# Lampides lucide
Lampides lucide är en fjärilsart som beskrevs av De Nicéville 1895. Lampides lucide ingår i släktet Lampides och familjen juvelvingar. Inga underarter finns listade i Catalogue of Life.